# 1 E13 s
1013 - 1014 s（32万 年 - 320万 年）の時間のリスト
- より短い時間

| 値          | 値           | 説明                                                           |
| ----------- | ------------ | -------------------------------------------------------------- |
| 1×1013 s    | 32万年       | 10 テラ秒 (Ts)                                                 |
| 1.07×1013 s | 34万年       | キュリウム-248の半減期                                         |
| 12.0×1013 s | 37.9万年     | ビッグバンから宇宙の晴れ上がりまでの期間                       |
| 1.58×1013 s | 50万年       | ホモ・エレクトスがユーラシア大陸へ移住を開始してからの期間     |
| 2.21×1013 s | 70万年       | 前回の地磁気の逆転以来の時間（上限値）                         |
| 2.49×1013 s | 79万年       | ホモ・エレクトスが最初に火を使用してからの期間                 |
| 3.16×1013 s | 100万年      | 青色超巨星の典型的な寿命                                       |
| 4.15×1013 s | 131万 4000年 | グレゴリオ暦と修正ユリウス暦が1年ずれる平均時間                |
| 4.83×1013 s | 153万年      | ジルコニウム-93 の半減期                                       |
| 5.66×1013 s | 179万 2470年 | 日本書紀に記される天孫降臨から神武東征までのおよその期間       |
| 6.31×1013 s | 200万年      | 旧石器時代が始まってからの期間                                 |
| 7.89×1013 s | 250万年      | ヒト属の誕生以来の期間                                         |
| 8.17×1013 s | 258万 8000年 | 鮮新世（新第三紀）が終わり更新世（第四紀）が始まってからの期間 |
| 8.20×1013 s | 260万年      | テクネチウム-97 の半減期                                       |
| 1×1013 s    | 320万年      |                                                                |

- より長い時間